# Conrad Geiß

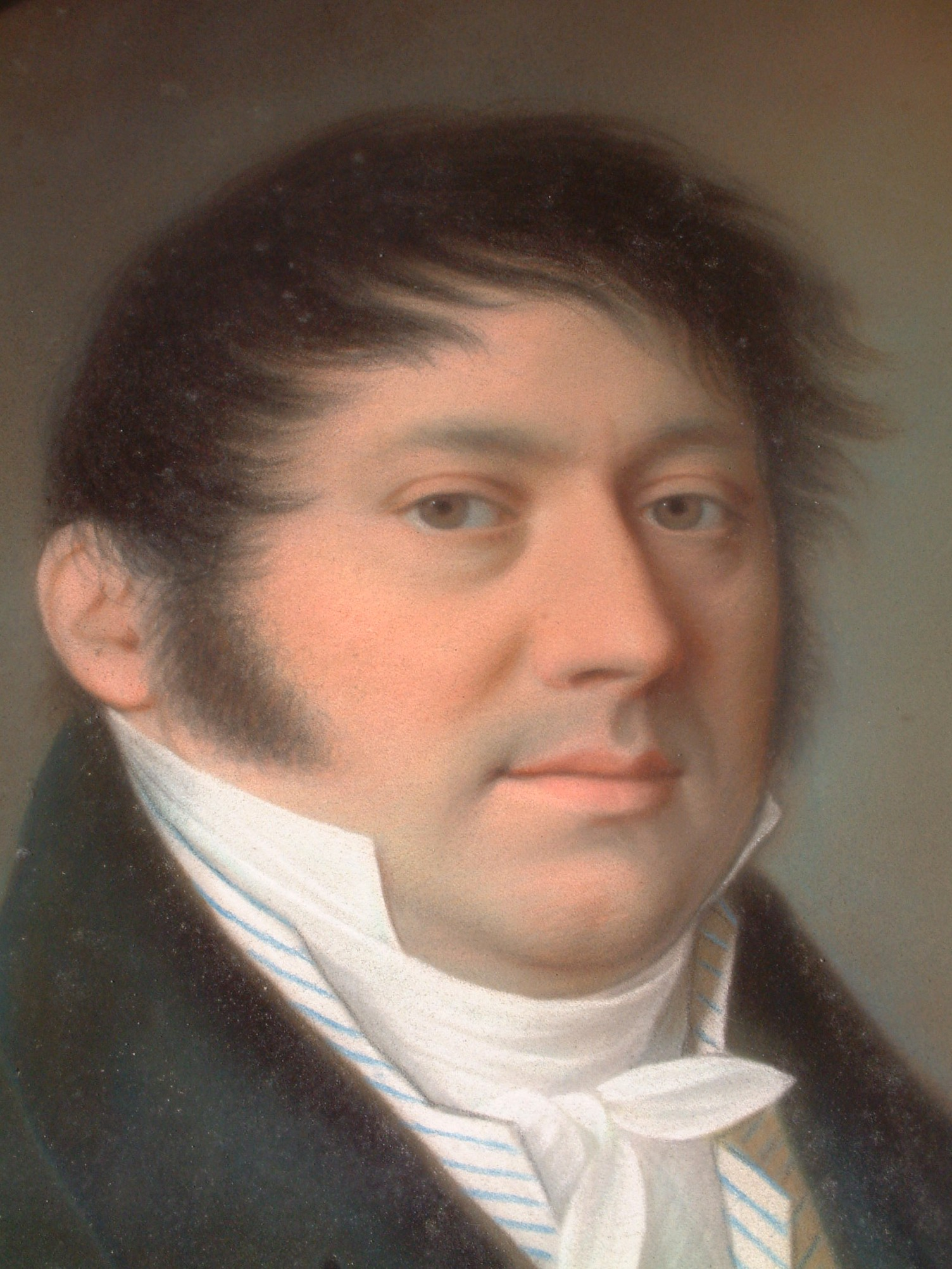
Conrad Geiß,
Bildausschnitt des Gemäldes von Nikolaus Lauer

Johann Conrad Geiß (* 6. Januar 1771 in Offenbach am Main; † 19. November 1846 in Berlin) war ein deutscher Eisenkunstgießer und Eisengussfabrikant.

## Leben

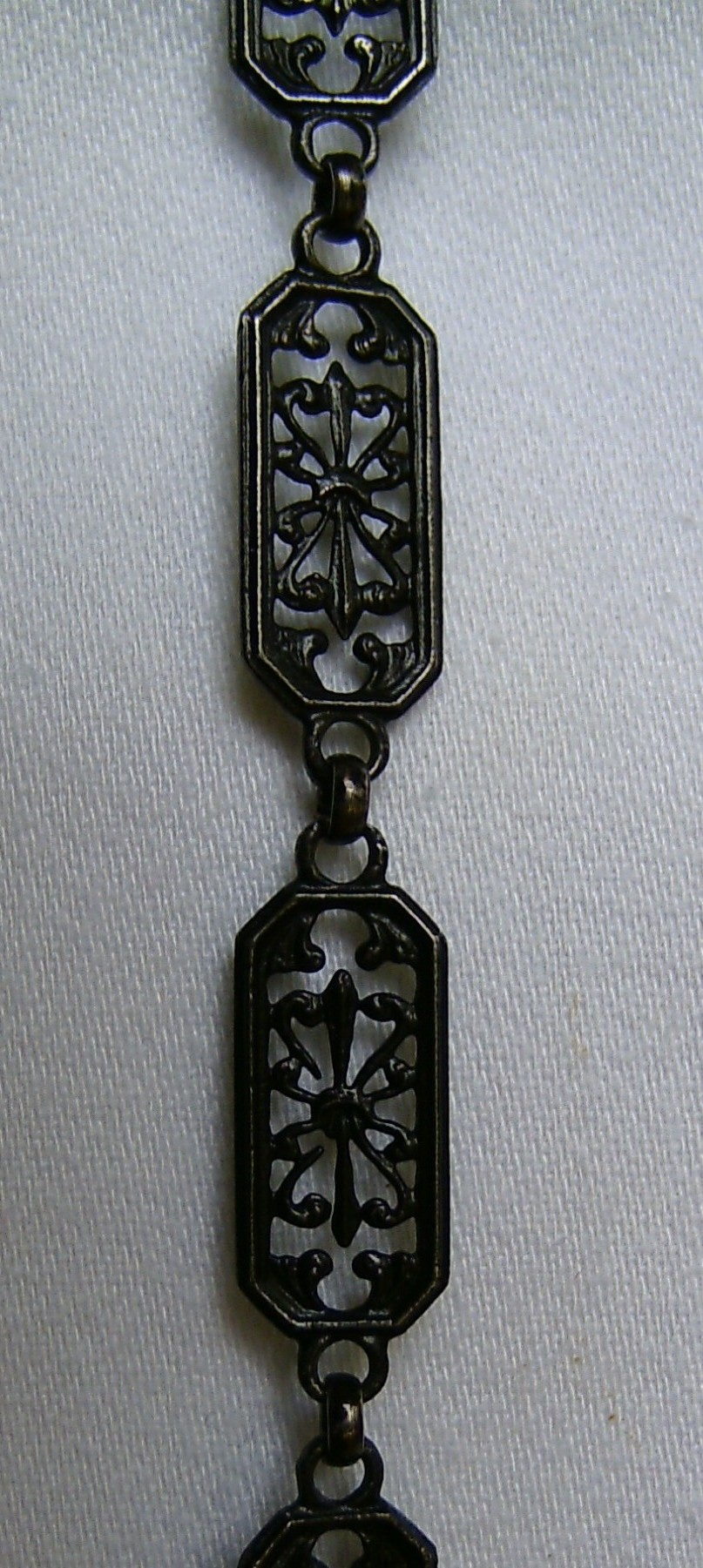
Zwei Kettenglieder einer Halskette aus der Werkstatt von Conrad Geiß in Eisenkunstguss

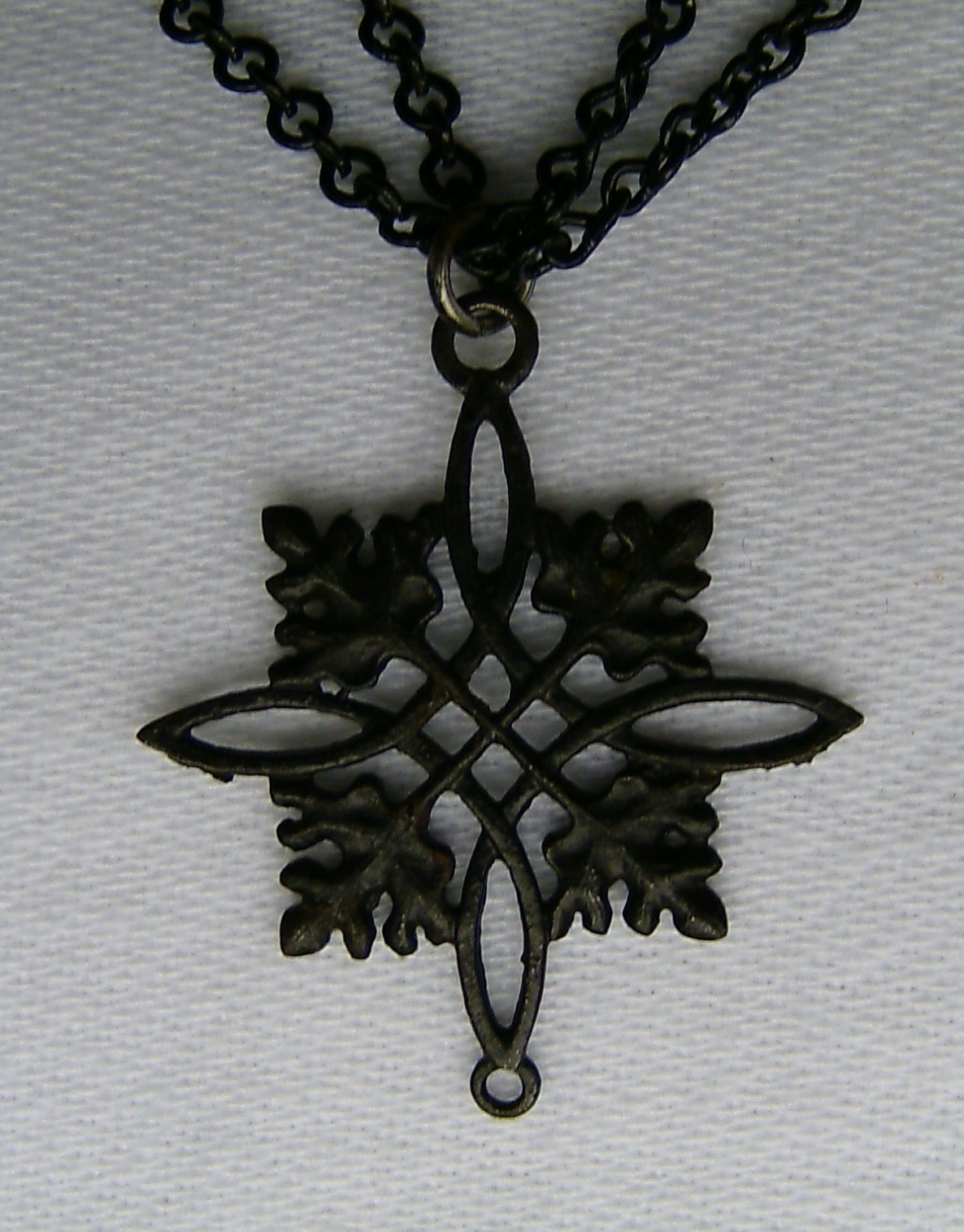
Anhänger einer Halskette aus der Werkstatt von Conrad Geiß in Eisenkunstguss

Conrad Geiß wurde 1771 als Sohn des Regierungspedells gleichen Namens Johann Conrad Geiß (1723 – vor 1795) und der Katharina Schilcher (* 1728) geboren. Er ließ sich 1794 als Juwelier in Berlin nieder und heiratete 1797 Wilhelmine Rieck. Nach deren Tod 1801 schloss er 1803 die zweite Ehe mit Caroline Christiane Vasseur (1780–1836), die zuvor im Geiß’schen Juwelierladen als Verkäuferin beschäftigt war 1804 begann Geiß mit dem Eisenkunstguss. Ab 1814 war er Inhaber einer Eisengießerei. Zuvor hatte er sich eingehend mit der Entwicklung des Eisenkunstgusses beschäftigt. Dieser neuen Technik verlieh er bedeutende Impulse. Conrad Geiß wurde der erste private Unternehmer in dieser Branche. Auch die staatlichen schlesischen Eisengießereien in Gleiwitz befassten sich mit dieser Technik. Filigranartig durchbrochene Eisenschmuckstücke, insbesondere Armbänder, Halsketten und Gemmen wurden zum neuen Symbol des eleganten Damenschmucks und ersetzten zum großen Teil den bisherigen Goldschmuck (Gold gab ich für Eisen). Die Stücke wurden vielfach mit „Geiss à Berlin“ signiert und sind auch unter dem Namen fer de Berlin bekannt. Zu seinen gelegentlichen Mitarbeitern bzw. Beratern zählt auch Karl Friedrich Schinkel.
1830 zog er sich zugunsten seines Sohnes Moritz Geiß (* 1805) aus dem aktiven Geschäft weitestgehend zurück. Dieser führte die Eisengießerei weiter und entwickelte zudem ein Verfahren, vollplastische Figuren aus Zinkguss herzustellen.

## Ausgestellte Werke
Eisenkunstgussschmuckstücke von Conrad Geiß sind u. a. im Märkischen Museum in Berlin sowie im Victoria and Albert Museum in London ausgestellt.

## Porträts
Der Pastellmaler Nikolaus Lauer porträtierte Conrad Geiß im Jahre 1816. Seine zweite Ehefrau Caroline Geiß geb. Vasseur wurde in Öl auf Leinwand porträtiert.